# In/Casino/Out
In/Casino/Out es el segundo álbum de larga duración de la banda post-hardcore At the Drive-In, publicado el 18 de agosto de 1998 por Fearless Records. Fue grabado como un álbum de estudio en vivo, con la intención de capturar mejor la energía y el sonido de sus shows en vivo. In/Casino/Out marca un punto medio claro entre el sonido sucio y lo-fi de su primer álbum, Acrobatic Tenement, y el sonido más pulcro de Relationship of Command.
La canción Napoleon Solo está dedicada a Sarah Reiser y Clint Newsom, compañeras de banda de Cedric en The Fall on Deaf Ears. Ambas fallecieron a los 17 años, en un accidente automovilístico.
En 2016, Rolling Stone le otorgó puesto #20 dentro de los 40 mejores álbumes emo de todos los tiempos.

## Lista de canciones
| N.º | Título                                 | Duración |  |
| 1.  | «Alpha Centauri»                       | 3:13     |  |
| 2.  | «Chanbara»                             | 2:59     |  |
| 3.  | «Hulahoop Wounds»                      | 3:24     |  |
| 4.  | «Napoleon Solo»                        | 4:48     |  |
| 5.  | «Pickpocket»                           | 2:38     |  |
| 6.  | «For Now..We Toast»                    | 3:02     |  |
| 7.  | «A Devil Among the Tailors»            | 3:12     |  |
| 8.  | «Shaking Hand Incision»                | 3:36     |  |
| 9.  | «Lopsided»                             | 4:41     |  |
| 10. | «Hourglass»                            | 3:25     |  |
| 11. | «Transatlantic Foe»                    | 3:37     |  |
| 12. | «Próxima Centauri (Edición japonesa)»  | 2:48     |  |
| 13. | «Doorman's Placebo (Edición japonesa)» | 5:33     |  |

## Créditos
| ATDI - Cedric Bixler-Zavala – voces - Jim Ward – guitarras, teclados, coros; voces en Hourglass - Omar Rodríguez-López – guitarras - Paul Hinojos – bajo - Tony Hajjar – batería, percusión Músicos invitados - Angel Marcelo Rodríguez–Cheverez (acreditado como Marcelo Rodche) – percusión en Chanbara - Jeremy Ward – grabación outro en Lopsided | Producción - Alex Newport – grabación, producción, mezcla - John Golden – masterización Arte y diseño - Emberly Modine – artwork - At the Drive-In, Emberly Modine – diseño - Cheryl Benson – layout - Blaze James – administración - Taylor Crockett – fotografía - Travis Keller – fotografía en vivo |

## Chart
| Chart (2012)                | Peak |
| --------------------------- | ---- |
| U.S. Billboard Vinyl Albums | 1    |